# ایسو
ایسو (به ژاپنی: 永祚 Eiso)؛ نام یک عصر تاریخی ژاپنی (نِنگُو) بود. این عصر بعد از ایئن و قبل از شوریاکو قرار داشت و از اوت ۹۸۸ تا نوامبر ۹۹۰ میلادی به طول انجامید. در طی این عصر امپراتور ایچیجو امپراتور ژاپن بود.